# Diploria strigosa
Diploria strigosa là một loài san hô trong họ Faviidae. Loài này được Dana mô tả khoa học năm 1848.

## Hình ảnh

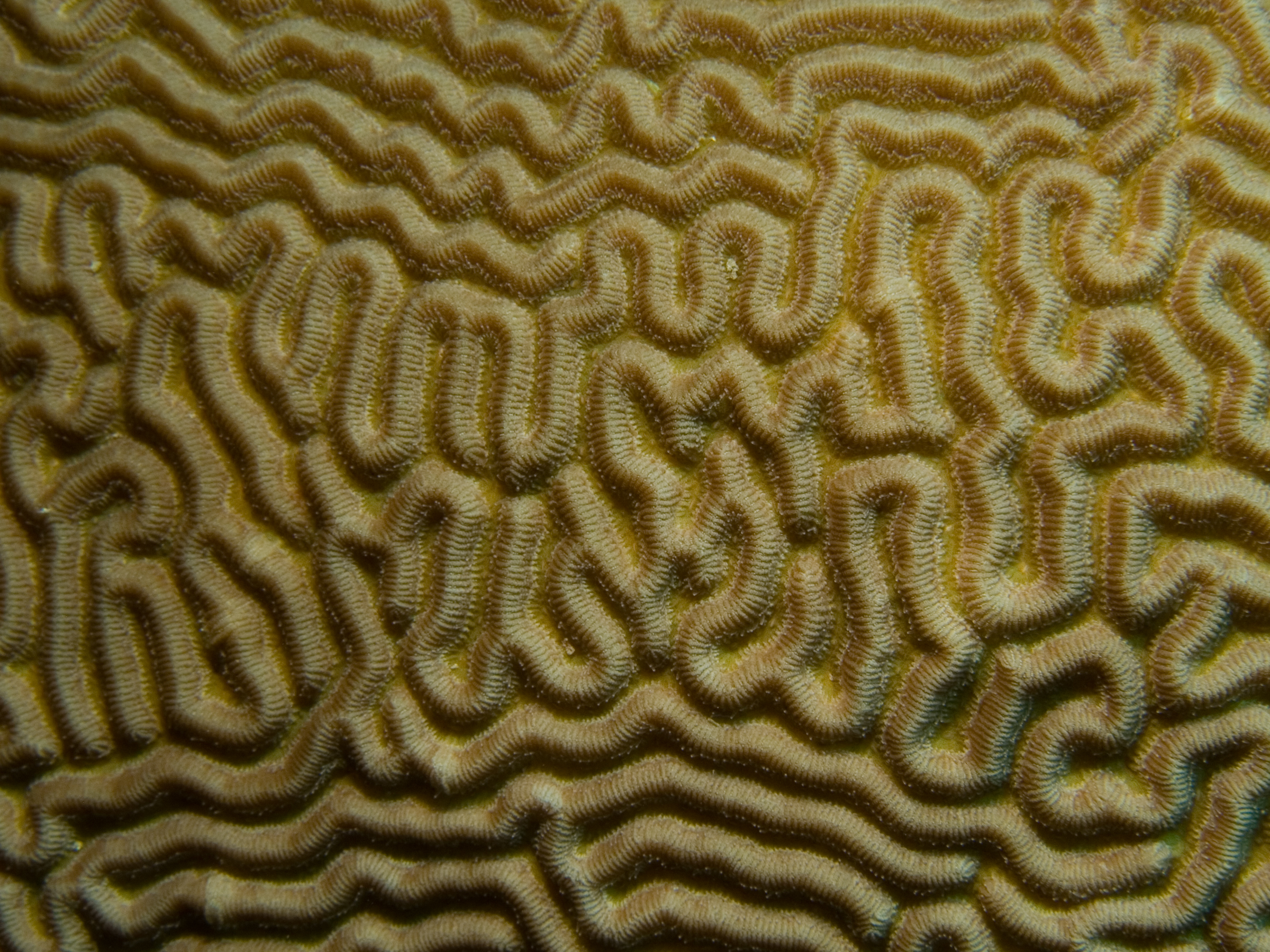
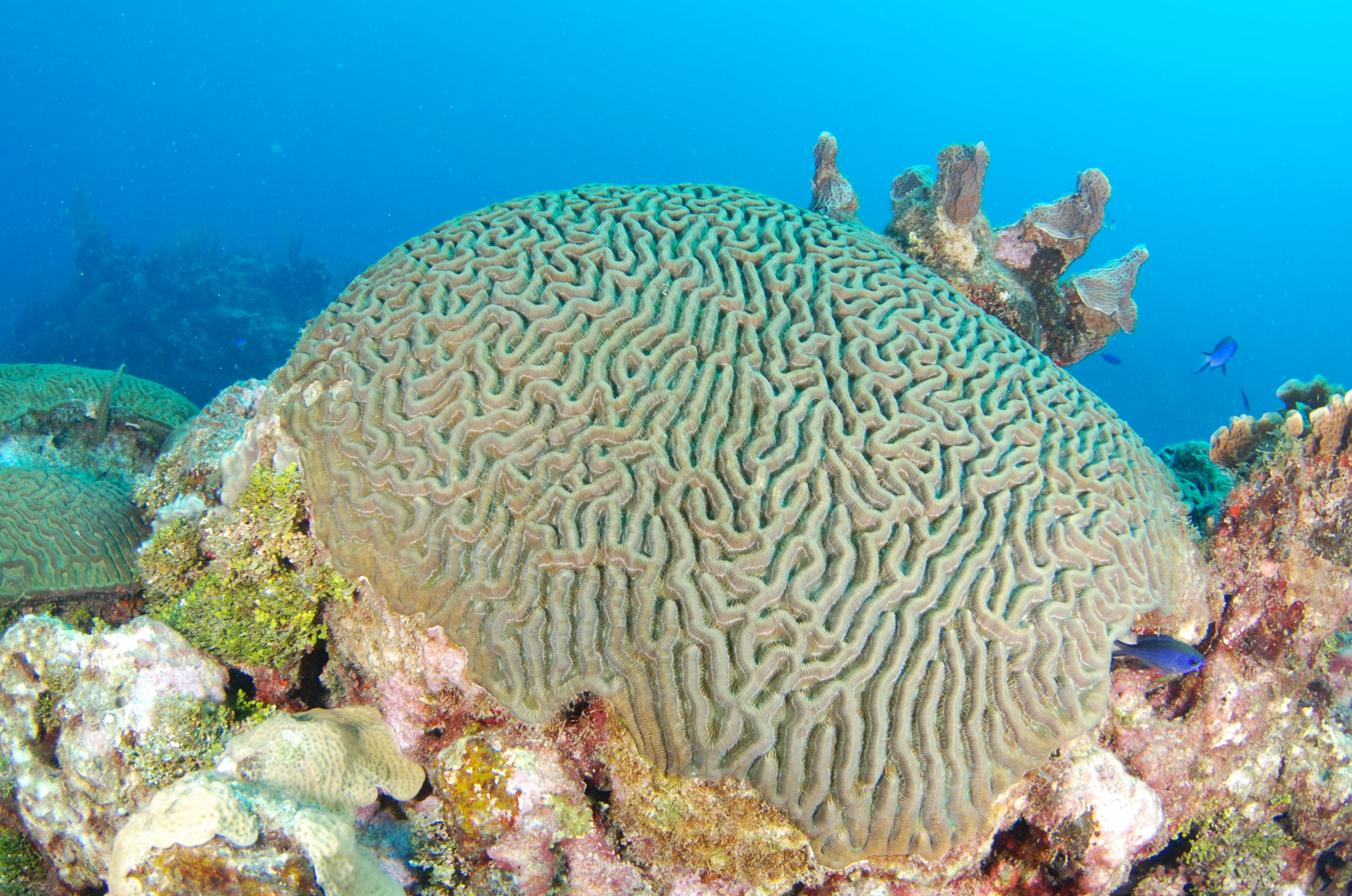
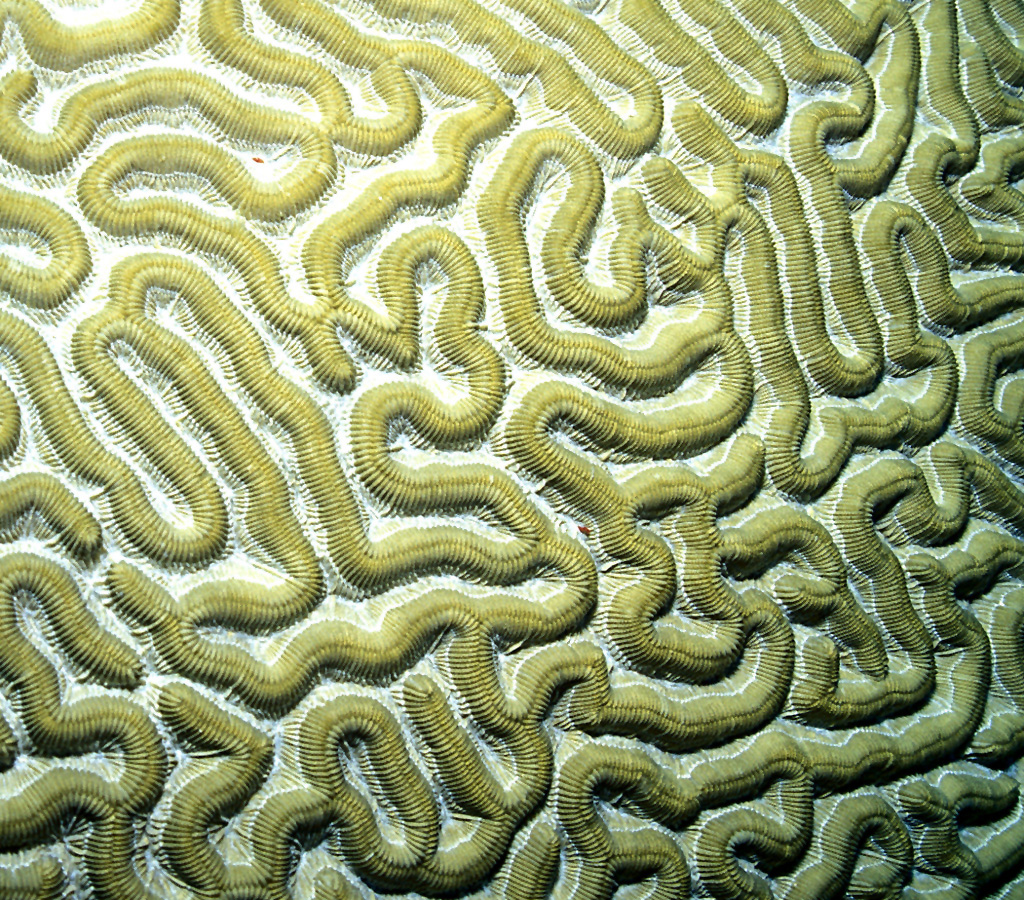
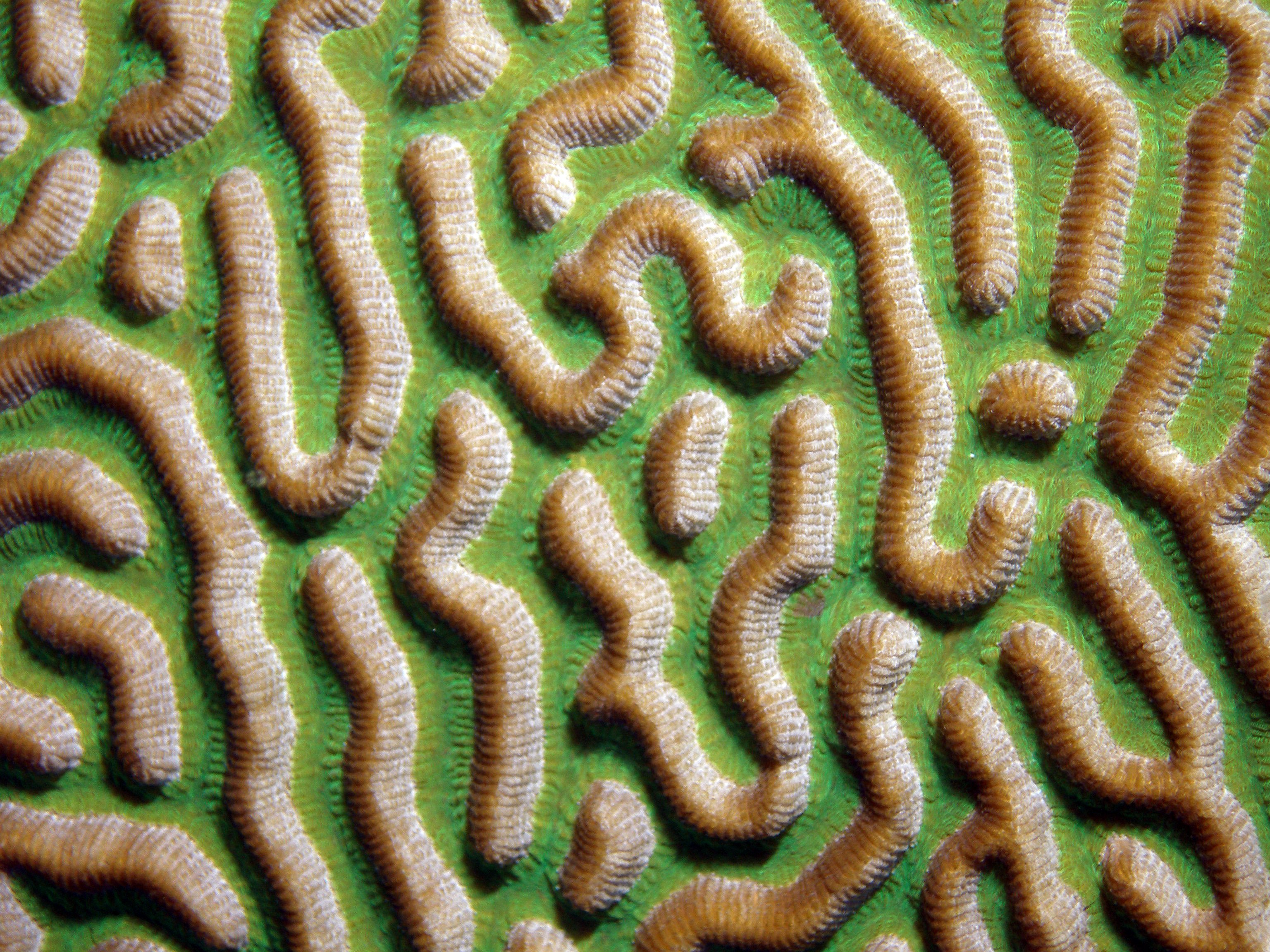